# Tarletonbeania
Tarletonbeania is een geslacht van straalvinnige vissen uit de familie van lantaarnvissen (Myctophidae).
De naam van het geslacht is een eerbetoon aan Tarleton Hoffman Bean (1846-1916), de Amerikaanse ichtyoloog die onder meer Curator of fishes was aan de Smithsonian Institution.

## Soorten
- Tarletonbeania crenularis (Jordan & Gilbert, 1880)
- Tarletonbeania taylori Mead, 1953